# بلکبرن بافین
بلکبرن بافین (به انگلیسی: Blackburn_Baffin) یک هواگرد ملخ‌پیشین تک‌موتوره از نوع اژدرافکن ساخت شرکت هواگردسازی بلک‌برن است. هواگرد بلکبرن بافین نخستین پروازش را در ۳۰ سپتامبر ۱۹۳۲ میلادی انجام داد. این هواگرد در سال ۱۹۳۴ میلادی رسماً معرفی گردید. در مجموع، تعداد ۹۷ فروند از این هواگرد ساخته شده‌است.
طراح این هواگرد، F A Bumpus بود.